# AFC eアジアカップ
AFC eアジアカップ（英: AFC eAsian Cup）は、アジアサッカー連盟（AFC）加盟協会のナショナルチームによって行われるeスポーツの大陸選手権大会。第1回大会はコロナウイルス感染症の影響により2024年に行なわれ、決勝戦でインドネシアが日本を破り優勝した。

## 歴史
アジアサッカー連盟（AFC）は2023年12月8日、2023年のAFCアジアカップに合わせて、2024年2月1日から2月5日までeスポーツの大陸選手権大会を開催すると発表した。当初、この大会には同時開催のトーナメントに出場する24チームのうち20チームが参加した。しかし、香港が辞退。ドーハのVirtuocity eSports Arenaで開催され、コナミのeFootball2024で行なわれた。インドネシアが日本を2勝0敗で破り、初代チャンピオンとなった。

## 形式
グループステージは2回戦総当りで行なわれ、各グループの上位2チームと、各グループ3位の成績上位の4チームがノックアウトステージに進出する。決勝戦を含むベスト3形式で各ラウンドの勝者が決定される。

## 結果
| 回 | 年     | 開催国   |              | 決勝戦 | 決勝戦 | 決勝戦                 |    | 準決勝進出 |  | チーム数 |
| 回 | 年     | 開催国   | 優勝         | スコア | 準優勝 |                        |    | 準決勝進出 |  | チーム数 |
| 1  | 2023年 | カタール | インドネシア | 2–0    | 日本   | タイ と サウジアラビア | 19 |            |  |          |

## 要約
太字は開催国を示す。
| チーム       | 優勝       | 準優勝     |
| ------------ | ---------- | ---------- |
| インドネシア | 1 (2023年) | 0          |
| 日本         | 0          | 1 (2023年) |